# 니콜라우스 코페르니쿠스 기념비 (바르샤바)

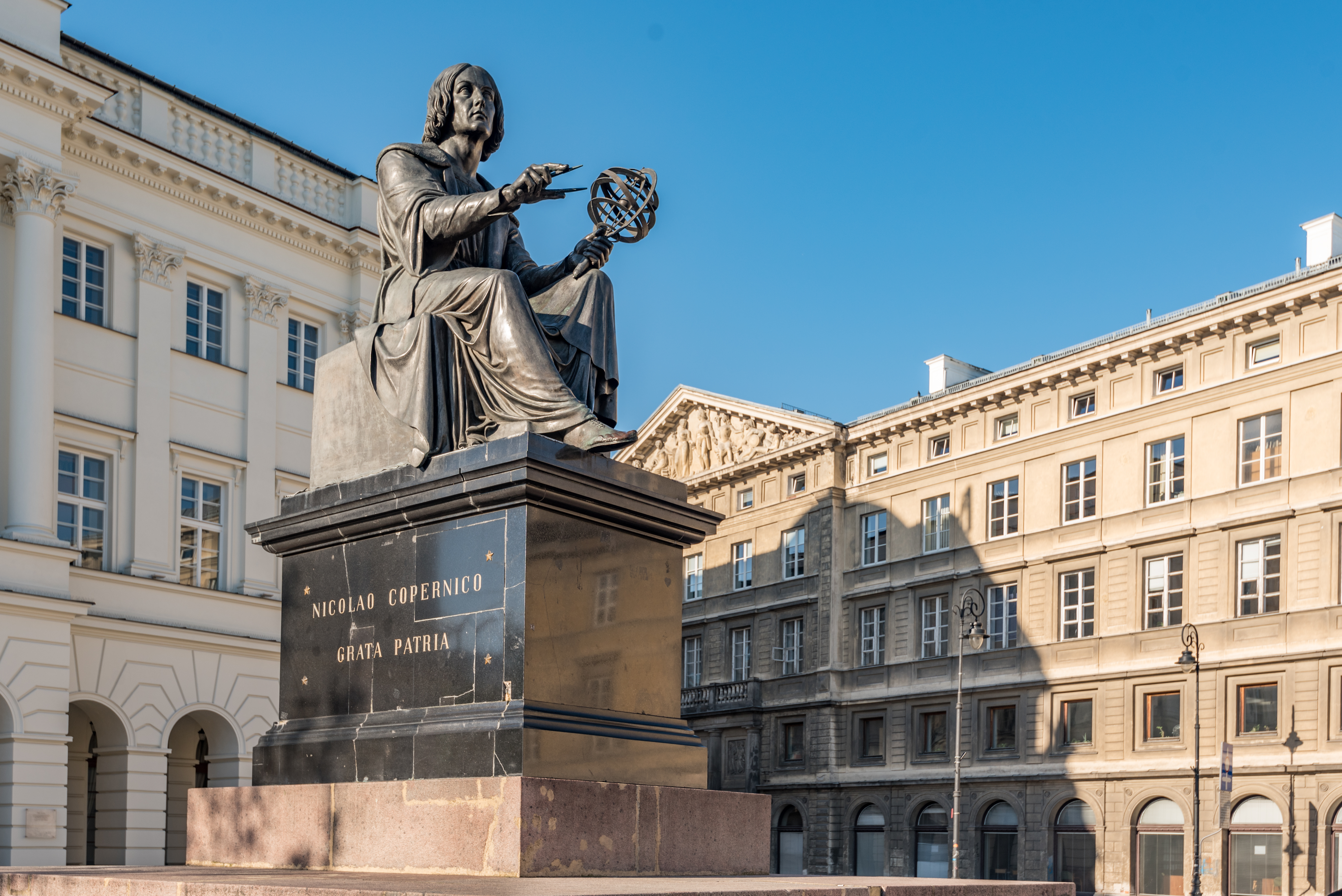
니콜라우스 코페르니쿠스 기념비

니콜라우스 코페르니쿠스 기념비(폴란드어: Pomnik Mikołaja Kopernika w Warszawie)은 폴란드 바르샤바에 니콜라우스 코페르니쿠스 기념비다. 폴란드 과학 아카데미가 있는 스타시치궁 앞에 서 있다. 베르텔 토르발센이 1822년에 설계하여 1830년에 완성했다. 토르발센이 1822년에 만든 원래 석고 모형과 1821년에 만든 작은 작업장은 모두 코펜하겐의 토르발센 박물관에 소장되어 있다.